# Philippine Basketball Association Hall of Fame
La Philippine Basketball Association Hall of Fame è un'istituzione che onora ex giocatori e personalità che hanno avuto un ruolo di rilevanza nella storia della Philippine Basketball Association. 
È stata inaugurata il 29 maggio 2005, per volontà del commissioner Noli Eala per celebrare la trentesima stagione della lega, durante la Reunion Game, una partita che vedeva sfidarsi due squadre composte dai 25 più grandi giocatori della storia della PBA. Nel 2005, vennero introdotti i primi 12 membri, da allora in altre quattro occasioni sono stati introdotti nuovi membri all'interno della Hall of Fame; l'ultima cerimonia di introduzione si è tenuta il 17 novembre 2013.

## Membri Hall of Fame
| Anno | Membro                        | Riconoscimenti |
| ---- | ----------------------------- | --- |
| 2005 | Robert Jaworski               | 1978 PBA Most Valuable Player. 23 stagioni nella PBA come giocatore e allenatore. |
| 2005 | Ramon Fernandez               | 4 volte PBA Most Valuable Player (1982, 1984, 1986, 1988) |
| 2005 | Atoy Co                       | 1979 PBA Most Valuable Player |
| 2005 | Philip Cezar                  | 1980 PBA Most Valuable Player |
| 2005 | William Adornado              | 3 volte PBA Most Valuable Player (1975, 1976, 1981) |
| 2005 | Francis Arnaiz                | 3 volte nel Mythical Five Team. Giocatore per 12 stagione tra Toyota e Ginebra San Miguel |
| 2005 | Virgilio Dalupan              | Ha guidato tre squadre (Crispa, Great Taste e Purefoods) alla conquista di titoli PBA come allenatore. È stato il primo allenatore a vincere il Grande Slam nel 1976.                                   |
| 2005 | Leo Prieto                    | Primo Commissario della PBA. |
| 2005 | Emerson Coseteng              | Primo Presidente della PBA (1975) |
| 2005 | Rudy Salud                    | Terzo Commissario della PBA; ha redatto la costituzione della lega. |
| 2005 | Danny Floro                   | Allenatore dei Crispa Redmanizers |
| 2005 | José María "Joe" Cantada      | Commentatore della PBA per Vintage Sports negli anni '80. |
| 2007 | Abet Guidaben                 | 2 volte PBA Most Valuable Player (1983, 1987) |
| 2007 | Manny Paner                   | Uno dei migliori lunghi nei primi anni della lega. |
| 2007 | Danny Florencio               | Giocatore del Toyota tra anni '70 e '80. |
| 2007 | Norman Black                  | Import della PBA e successivamente allenatore dei San Miguel Beermen, vincitori del Grande Slam nel 1989.                                                                                               |
| 2007 | Ron Jacobs                    | Allenatore (Northern Cement e San Miguel). |
| 2007 | Domingo Itchon                | Secondo Presidente della PBA (1976-1982), Team Manager dei Tanduay Rhum Masters, Allenatore della Nazionale maschile di pallacanestro delle Filippine                                                   |
| 2007 | Eduardo Cojuangco Jr.         | Proprietario (Northern Cement, San Miguel Beermen, Barangay Ginebra San Miguel e Star Hotshots) |
| 2007 | Dante Silverio                | Allenatore (Toyota, Shell). Vincitore di 5 titoli della PBA. |
| 2007 | Tony Siddayao                 | Giornalista sportivo |
| 2007 | Delfin "Pinggoy" Pengson      | Commentatore della PBA per Vintage Sports negli anni '80. |
| 2009 | Bobby Parks                   | 7 volte vincitore del premio di Best Import. |
| 2009 | Allan Caidic                  | 1987 PBA Rookie of the Year, 1990 PBA Most Valuable Player |
| 2009 | Samboy Lim                    | Giocatore, conosciuto come "The Skywalker" per le sue spericolate penetrazioni a canestro. |
| 2009 | Hector Calma                  | Giocatore, conosciuto come "The Director" per il suo ruolo di playmaker. |
| 2009 | Ricardo Brown                 | PBA Rookie of the Year (1983), PBA Most Valuable Player (1985), Il primo filippino-americano a giocare nella PBA, scelto dagli Houston Rockets nel 1979.                                                |
| 2009 | Jun Bernardino                | Quinto Commissario della PBA |
| 2009 | Carlos "Honeyboy" Palanca III | Presidente della PBA ed ex governatore dei Ginebra San Miguel. |
| 2011 | Alvin Patrimonio              | 4 volte PBA Most Valuable Player (1991, 1993, 1994, 1997) |
| 2011 | Billy Ray Bates               | Import della squadra dei Crispa Redmanizers vincitrice del Grande Slam nel 1983. |
| 2011 | Freddie Hubalde               | 1977 PBA Most Valuable Player |
| 2011 | Tommy Manotoc                 | Allenatore (U/Tex, San Miguel Beer, Crispa). |
| 2011 | Valentin "Tito" Eduque        | Allenatore (Concepcion/Carrier, Mariwasa-Honda, YCO-Tanduay, Galerie Dominique, Manila Beer). |
| 2011 | Mariano Yenko                 | Secondo Commissario della PBA. |
| 2011 | Carlos "Bobong" Velez         | CEO della Vintage Enterprises, che ha trasmesso le partite della PBA dal 1982 al 2002. |
| 2013 | Lim Eng Beng                  | 1978 Mythical Five Team, uno dei PBA 40 Greatest Players. |
| 2013 | Ed Ocampo                     | Allenatore (Royal Tru-Orange, Toyota, Pepsi). |
| 2013 | Ronnie Magsanoc               | 4 volte nel Mythical Five Team (1989, 1990, 1991, 1992). Uno dei PBA 40 Greatest Players. |
| 2013 | Benjie Paras                  | 2 volte PBA Most Valuable Player (1989, 1999), 1989 PBA Rookie of the Year. L'unico rookie ad aver vinto il premio di Rookie dell'anno e di MVP nella stessa stagione. Uno dei PBA 40 Greatest Players. |